# Єлтайський сільський округ (Сиримський район)
Єлта́йський сільський округ (каз. Елтай ауылдық округі, рос. Елтайский сельский округ) — адміністративна одиниця у складі Сиримського району Західноказахстанської області Казахстану. Адміністративний центр — село Таскудук.
Населення — 324 особи (2021; 742 у 2009, 1256 у 1999, 1957 у 1989).
Станом на 1989 рік існувала Єльтайська сільська рада (села Аккудук, Алатау, Арайли, Батпакти, Талдибулак, Таскудук, Тналі). Пізніше села Аккудук, Арайли та Талдибулак утворили окремий Талдибулацький сільський округ.

## Склад
До складу округу входять такі населені пункти:
| Населений пункт | Старі назви | Населення, осіб (1989) | Населення, осіб (1999) | Населення, осіб (2009) | Населення, осіб (2021) |
| --------------- | ----------- | ---------------------- | ---------------------- | ---------------------- | ---------------------- |
| Алатау, село    | -           | 345                    | 367                    | 225                    | 10                     |
| Батпакти, село  | -           | 144                    | 58                     | -                      | -                      |
| Таскудук, село  | -           | 1087                   | 804                    | 517                    | 314                    |
| Тіналі, село    | Тналі       | 381                    | 27                     | -                      | -                      |